# Rosthern n.º 403
Rosthern n.º 403 es un municipio rural canadiense situado en la provincia de Saskatchewan.

## Superficie
Rosthern n.º 403 tiene una superficie de 944,28 km².

## Demografía
En 2021, tenía 2473 habitantes, una densidad poblacional de 2,6 hab./km², y 797 viviendas.